# Marcantonio Gonzaga
Marcantonio Gonzaga (Mantova, 1543 – Casale Monferrato, 7 maggio 1592) è stato un vescovo cattolico italiano.

## Biografia
Marcantonio era figlio di Massimiliano Gonzaga (1513-1578), a sua volta discendente di Gianfrancesco Gonzaga, capostipite del ramo dei Gonzaga di Luzzara.
Nel 1590 fu governatore del Monferrato.
Il nipote Ludovico Gonzaga fu vescovo di Alba.
Fu vescovo di Casale Monferrato dal 30 agosto 1589 al giorno della sua morte.
Morì il 7 maggio 1592.

## Stemma
| Immagine | Blasonatura |
| -------- | --- |
| \| \|    | Marcantonio Gonzaga Vescovo di Casale Monferrato D'argento, alla croce patente di rosso accantonata da quattro aquile di nero dal volo abbassato; sul tutto, inquartato: nel primo e nel quarto di rosso al leone dalla coda doppia d'argento, armato e lampassato d'oro, coronato e collarinato dello stesso; nel secondo e nel terzo fasciato d'oro e di nero (Gonzaga di Mantova). Lo scudo, accollato a una croce astile patriarcale d'oro, posta in palo, è timbrato da un cappello con cordoni e nappe di verde. Le nappe, in numero di dodici, sono disposte sei per parte, in cinque ordini di 1, 2, 3. |
|          | |

## Ascendenza
|                                              |                                    |                                                | Genitori                                                        |  |  | Nonni |  |  | Bisnonni                                         |  |  | Trisnonni                                    |  |
|                                              |                                    |                                                |                                                                 |  |  |       |  |  | Rodolfo Gonzaga, III marchese di Castel Goffredo |  |  | Ludovico III Gonzaga, II marchese di Mantova |  |
|                                              |                                    |                                                |                                                                 |  |  |       |  |  | Rodolfo Gonzaga, III marchese di Castel Goffredo |  |  | Ludovico III Gonzaga, II marchese di Mantova |  |
|                                              |                                    | Barbara von Brandenburg                        |                                                                 |  |  |       |  |  | Rodolfo Gonzaga, III marchese di Castel Goffredo |  |  |                                              |  |
| Gianfrancesco Gonzaga, IV signore di Luzzara |                                    |                                                |                                                                 |  |  |       |  |  | Rodolfo Gonzaga, III marchese di Castel Goffredo |  |  |                                              |  |
|                                              |                                    | Caterina Pico                                  | Gianfrancesco I Pico, conte di Concordia                        |  |  |       |  |  |                                                  |  |  |                                              |  |
|                                              |                                    | Caterina Pico                                  | Gianfrancesco I Pico, conte di Concordia                        |  |  |       |  |  |                                                  |  |  |                                              |  |
|                                              |                                    | Caterina Pico                                  | Giulia Boiardo                                                  |  |  |       |  |  |                                                  |  |  |                                              |  |
| Massimiliano Gonzaga, I marchese di Luzzara  |                                    | Caterina Pico                                  |                                                                 |  |  |       |  |  |                                                  |  |  |                                              |  |
|                                              |                                    | Galeazzo I Pallavicino, IV marchese di Busseto | Pallavicino Pallavicini, II marchese di Busseto                 |  |  |       |  |  |                                                  |  |  |                                              |  |
|                                              |                                    | Galeazzo I Pallavicino, IV marchese di Busseto | Pallavicino Pallavicini, II marchese di Busseto                 |  |  |       |  |  |                                                  |  |  |                                              |  |
|                                              |                                    | Galeazzo I Pallavicino, IV marchese di Busseto | Caterina Fieschi                                                |  |  |       |  |  |                                                  |  |  |                                              |  |
| Laura Pallavicino                            |                                    | Galeazzo I Pallavicino, IV marchese di Busseto |                                                                 |  |  |       |  |  |                                                  |  |  |                                              |  |
|                                              |                                    | Elisabetta Sforza                              | Tristano Sforza, signore di Saliceto, Noceto e Lusurasco        |  |  |       |  |  |                                                  |  |  |                                              |  |
|                                              |                                    | Elisabetta Sforza                              | Tristano Sforza, signore di Saliceto, Noceto e Lusurasco        |  |  |       |  |  |                                                  |  |  |                                              |  |
|                                              |                                    | Elisabetta Sforza                              | …                                                               |  |  |       |  |  |                                                  |  |  |                                              |  |
| Marcantonio Gonzaga                          |                                    | Elisabetta Sforza                              |                                                                 |  |  |       |  |  |                                                  |  |  |                                              |  |
|                                              | Giordano Colonna, II duca di Marsi | Odoardo Colonna, I duca di Marsi               |                                                                 |  |  |       |  |  |                                                  |  |  |                                              |  |
|                                              | Giordano Colonna, II duca di Marsi | Odoardo Colonna, I duca di Marsi               |                                                                 |  |  |       |  |  |                                                  |  |  |                                              |  |
|                                              | Giordano Colonna, II duca di Marsi | Filippa Conti                                  |                                                                 |  |  |       |  |  |                                                  |  |  |                                              |  |
| Prospero Colonna, III duca di Marsi          | Giordano Colonna, II duca di Marsi |                                                |                                                                 |  |  |       |  |  |                                                  |  |  |                                              |  |
|                                              |                                    | Caterina del Balzo                             | Angilberto del Balzo, I duca di Nardò                           |  |  |       |  |  |                                                  |  |  |                                              |  |
|                                              |                                    | Caterina del Balzo                             | Angilberto del Balzo, I duca di Nardò                           |  |  |       |  |  |                                                  |  |  |                                              |  |
|                                              |                                    | Caterina del Balzo                             | Maria Conquesta Orsini del Balzo, contessa di Castro e d'Ugento |  |  |       |  |  |                                                  |  |  |                                              |  |
| Caterina Colonna                             |                                    | Caterina del Balzo                             |                                                                 |  |  |       |  |  |                                                  |  |  |                                              |  |
|                                              |                                    | Pietro Colonna dei signori di Palestrina       | Stefanello Colonna, signore di Palestrina                       |  |  |       |  |  |                                                  |  |  |                                              |  |
|                                              |                                    | Pietro Colonna dei signori di Palestrina       | Stefanello Colonna, signore di Palestrina                       |  |  |       |  |  |                                                  |  |  |                                              |  |
|                                              |                                    | Pietro Colonna dei signori di Palestrina       | Eugenia Farnese                                                 |  |  |       |  |  |                                                  |  |  |                                              |  |
| Giulia Colonna dei signori di Palestrina     |                                    | Pietro Colonna dei signori di Palestrina       |                                                                 |  |  |       |  |  |                                                  |  |  |                                              |  |
|                                              |                                    | Caterina Savelli                               | Nicola Savelli, signore di Palombara e Castel Gandolfo          |  |  |       |  |  |                                                  |  |  |                                              |  |
|                                              |                                    | Caterina Savelli                               | Nicola Savelli, signore di Palombara e Castel Gandolfo          |  |  |       |  |  |                                                  |  |  |                                              |  |
|                                              |                                    | Caterina Savelli                               | …                                                               |  |  |       |  |  |                                                  |  |  |                                              |  |
|                                              |                                    | Caterina Savelli                               |                                                                 |  |  |       |  |  |                                                  |  |  |                                              |  |

## Genealogia episcopale
La genealogia episcopale è:
- Cardinale Agostino Valier
- Vescovo Marcantonio Gonzaga